# Hollywood Undead
| 2008 | Swan Songs                               |
| 2009 | Swan Songs B-Sides Desperate Measures    |
| 2010 | Swan Songs Rarities Black Dahlia Remixes |
| 2011 | American Tragedy American Tragedy Redux  |
| 2012 |                                          |
| 2013 | Notes from the Underground               |
| 2014 |                                          |
| 2015 | Day of the Dead                          |
| 2016 |                                          |
| 2017 | Five                                     |
| 2018 | Psalms                                   |
| 2019 |                                          |
| 2020 | New Empire, Vol. 1 New Empire, Vol. 2    |
| 2021 |                                          |
| 2022 | Hotel Kalifornia                         |
| 2023 | Hotel Kalifornia (Deluxe Version)        |

Hollywood Undead je americká nu metalová a rap rocková skupina z Los Angeles, založená Aronem "Deucem" Erlichmanem, Jorelem "J-Dogem" Deckerem a Jeffreem "Shady Jeffeem" Phillipsem, která působí od roku 2005. Všichni členové kapely používají pseudonymy. Do vydání EP Psalms nosili masky, které byly většinou založeny na designu masek hokejových brankářů. Stávajícími členy kapely jsou Charlie Scene, Danny, Funny Man, J-Dog a Johnny 3 Tears. 2. září 2008 vydali své debutové album Swan Songs a 10. listopadu 2009 vydali živé CD/DVD Desperate Measures. Druhé studiové album, American Tragedy, bylo vydáno 5. dubna 2011. Třetí studiové album, Notes From The Underground, vyšlo 8. ledna 2013 a své čtvrté studiové album, Day Of The Dead, vydali 31. března 2015. Jejich páté album bylo vydáno 27. října 2017 a nese název Five. Vydání šestého studiového alba New Empire, Vol. 1 bylo oznámeno na 14. února 2020. Ještě téhož roku, 4. prosince 2020, vyšlo sedmé studiové New Empire, Vol. 2. Osmé studiové album, Hotel Kalifornia, bylo vydáno 12. srpna 2022. O rok později, 28. dubna 2023 byla vydána i deluxe verze, která obsahuje šest bonusových písní.

## Hudební styl
Hudba Hollywood Undead je propojena s mnoha hudebními žánry, jako je rap rock, nu metal, hard rock, rap metal, crunkcore a rapcore s prvky pop-punku, horrorcore, pop, metalcore, post-hardcore, EDM, West Coast hip hop a djent.

## Historie
Kapela vznikla 3. června 2005 na základě písně s názvem „Hollywood“ (později vydaná jako „The Kids“), kterou Jorel "J-Dog" Decker, Aron "Deuce" Erlichman a Jeff "Shady Jeff" Phillips zveřejnili na svém profilu na MySpace. Původně zamýšlený název kapely byl pouze Undead, protože takto členové nazývali děti v Los Angeles, které vždy při cestě na party vypadaly jako nemrtví. Nynější název skupiny vznikl čirou náhodou, když na jednom CD, které dali J-Dogovu sousedovi, bylo napsáno Hollywood (název písně) a Undead (název skupiny). Ten si z toho odvodil, že se skupina jmenuje Hollywood Undead. Toto je následně vedlo k vytvoření skupiny Hollywood Undead se svými přáteli Georgem "Johnny 3 Tears" Raganem (dříve známým jako "The Server"), Jordonem "Charlie Scene" Terrellem, Dylanem "Funny Man" Alvarezem a Matthewem "Da Kurlzz" Busekem. V rozhovoru pro časopis Shave J-Dog vysvětlil, že při zakládání kapely „Kdo byl v tu dobu v místnosti a hrál na nějaký nástroj, tak se stal členem kapely.“ Phillips později skupinu opustil kvůli konfliktu s Erlichmanem. Deuce odešel z Hollywood Undead na konci roku 2009 kvůli neshodám s ostatními členy kapely. Da Kurlzz opustil kapelu v červnu roku 2017, aby se mohl věnovat jiným zájmům.

## Prezentace

### Symbolika znaku
Znak kapely znázorňuje letící holubici nesoucí ruční granát. Holubice představuje hlubokou apatii a temnou stránku lidské duše. Granát zase poukazuje na lehkovážný život plný zábavy a bezstarostnosti. Jedná se o dvě naprosto rozdílné symboliky, které mají přesně popisovat tvorbu a styl skupiny.

### Masky
V minulosti všichni členové kapely nosili masky, které byly většinou založené na stylu masek hokejových brankářů. Důvodem nebylo skrytí jejich identity, ale z estetický záměr. Každý člen nosil rozdílnou masku. Charlie Scene je jediným členem, který místo masky nosil šátek kolem úst a nosu společně se slunečními brýlemi. Důvodem bylo, že si na začátku vzniku skupiny nemohl dovolit hokejovou brankářskou masku, tak místo ní nosil prázdný papírový sáček z restaurace Taco Bell se slunečními brýlemi. V každém vydaném albu nosili unikátní masky. Five je jediné album, ve kterém má každý člen tři verze své masky ve třech různých hlavních a vedlejších barvách; černá a zlatá, stříbrná a modrá, červená a bílá. Jednalo se tak na delší dobu o poslední album, na kterém nosili masky. To se však změnilo v roce 2024, kdy s vydáním singlu „Hollywood Forever“ oznámili návrat masek.

## Členové

### Stávající členové
- Jordon "Charlie Scene" Terrell – zpěv, hlavní kytara (od roku 2005)
- Daniel Rose "Danny" Murillo – zpěv (od roku 2010); programování, klávesy (od roku 2011); baskytara, kytara (od roku 2013)
- Jorel "J-Dog" Decker – zpěv, kytara, klávesy, syntezátory, programování, baskytara (od roku 2005)
- George "Johnny 3 Tears" Ragan – zpěv (od roku 2005); baskytara (od roku 2013)
- Dylan "Funny Man" Alvarez – zpěv (od roku 2005)

#### Příchod Dannyho
Danny nahradil Deuce začátkem roku 2010. Se skupinou však začal koncertovat už v polovině roku 2008, ještě před oficiálním představením kapelou, kdy nahradil Deuce v době jeho nepřítomnosti. První album, na kterém se Danny podílel, nese název American Tragedy.

### Bývalí členové
- Matthew "Da Kurlzz" Busek – bicí, perkuse, doprovodný zpěv (2005-2017)
- Aron "Deuce" Erlichman – hlavní zpěv, baskytara, klávesy, programování (2005–2009)
- Jeffrey "Shady Jeff" Phillips – doprovodný zpěv, klávesy, programování (2005–2007)

#### Odchod Shadyho Jeffa
V roce 2007 někteří lidé říkali, že byl vykopnut ze skupiny kvůli tomu, že v podstatě nic nedělal. Jiní tvrdili, že byl agresivní na členy a na fanoušky. Říká se, že když naposledy viděli Deuce, bylo to, když Shady Jeff namířil Deucovi do obličeje zbraň a rozbrečel ho, ovšem v jistém videu, u kterého není možné doložit pravost, Shady Jeff (nebo osoba se za něj vydávající) tvrdí, že šlo o sebeobranu, když Deuce přišel se svými kumpány nepozván na narozeninovou oslavu a choval se agresivně.
Shady Jeff říká, že důvod, proč opustil HU bylo, že je aktivista a chtěl rozběhnout obchod s biopalivy, DDIY Biofuels v Los Angeles.

#### Odchod Deuce
Ke konci roku 2009 Deuce vyhodili z Hollywood Undead po tom, co měl se skupinou několik problémů. Později napsal píseň „Story of a Snitch“ o Hollywood Undead. Charlie Scene v interview pro World Famous Rock řekl, že se Deuce neukázal na turné po tom, co mu skupina odmítala dále platit přes 800 $ týdně za nejmenovaného „osobního asistenta“, kterého platili téměř 4 měsíce. Deuce později ve svém interview odpověděl, že osobní asistent, o kterém Charlie mluvil, byl ve skutečnosti Jimmy Yuma. Jimmy Yuma řekl, že byl placen z Deucovy kapsy, aby mu přichystával vybavení, a že skupina nemusela nic platit, dokud nezačal chystat vybavení na turné i jim. Deuce v tom samém interview také zmínil, že se na turné neukázal, protože předtím obdržel hovor od manažera, který tvrdil, že se skupina "rozešla" a že na turné nemá chodit. Během interview pro Jackd Up Radio zmínil, že jeden ze sporů, které s HU měl, byl kvůli jeho osobnímu účtu na Twitteru. Deuce tvrdil, že když se začal spojovat s fanoušky přes Twitter, bylo mu řečeno: „Pokud budeš pokračovat v tweetování, nebude ti dovoleno jet na turné“.

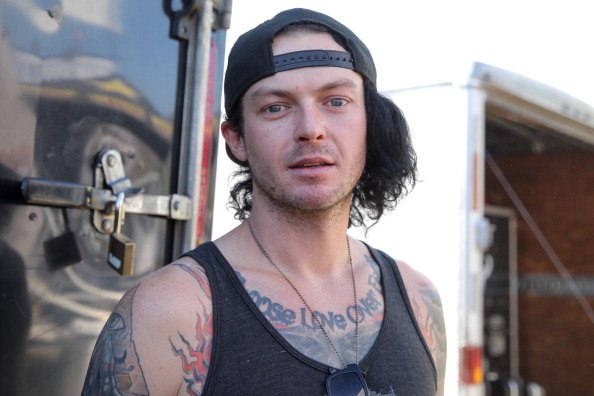
Da Kurlzz bez masky.

#### Odchod Da Kurlzze
Da Kurlzz opustil kapelu v červnu 2017, aby se mohl věnovat jiným zájmům. S kapelou se rozešel v dobrém. Vydal prohlášení a sdílel upoutávku na svou sólovou tvorbu 16. října 2017. Svůj debutový singl „The Know It Alls“ vydal pod přezdívkou Magic Eyes 12. srpna 2021.

## Diskografie
| Název alba                 | Datum vydání     |
| -------------------------- | ---------------- |
| Swan Songs                 | 2. září 2008     |
| American Tragedy           | 5. dubna 2011    |
| Notes from the Underground | 8. ledna 2013    |
| Day of the Dead            | 31. března 2015  |
| Five                       | 27. října 2017   |
| New Empire, Vol. 1         | 14. února 2020   |
| New Empire, Vol. 2         | 4. prosince 2020 |
| Hotel Kalifornia           | 12. srpna 2022   |

| Název alba           | Datum vydání      |
| -------------------- | ----------------- |
| Swan Songs B-Sides   | 23. června 2009   |
| Swan Songs Rarities  | 20. dubna 2010    |
| Black Dahlia Remixes | 13. září 2010     |
| Psalms               | 2. listopadu 2018 |

| Název alba         | Datum vydání       |
| ------------------ | ------------------ |
| Desperate Measures | 10. listopadu 2009 |

| Název alba             | Datum vydání       |
| ---------------------- | ------------------ |
| American Tragedy Redux | 21. listopadu 2011 |

### Singly
- „No. 5“ (2008)
- „Undead“ (2008)
- „Everywhere I Go“ (2009)
- „Young“ (2009)
- „This Love, This Hate“ (2009)
- „Dove and Grenade“ (2009)
- „Black Dahlia“ (2010)
- „Hear Me Now“ (2010)
- „Been to Hell“ (2011)
- „Coming Back Down“ (2011)
- „My Town“ (2011)
- „Comin’ in Hot“ (2011)
- „Bullet“ (2011)
- „Levitate“ (2011)
- „We Are“ (2012)
- „Dead Bite“ (2013)
- „Another Way Out“ (2013)
- „Day of the Dead“ (2014)
- „Usual Suspects“ (2015)
- „Gravity“ (2015)
- „How We Roll“ (2015)
- „Live Forever“ (2015)
- „Disease“ (2015)
- „California Dreaming“ (2017)
- „Whatever It Takes“ (2017)
- „Renegade“ (2017)
- „We Own the Night“ (2017)
- „Gotta Let Go“ (2018)
- „Another Level“ (2018)
- „Already Dead“ (2019)
- „Time Bomb“ (2019)
- „Empire“ (2020)
- „Idol“ (feat. Tech N9ne) (2020)
- „Coming Home“ (2020)
- „Heart of a Champion“ (feat. Ice Nine Kills & Papa Roach) (2020)
- „Gonna Be OK“ (2020)
- „Chaos“ (2022)
- „Wild in These Streets“ (2022)
- „City of the Dead“ (2022)
- „Trap God“ (2022)
- „Evil“ (2023)
- „Salvation“ (2023)
- „House of Mirrors (feat. Jelly Roll)“ (2023)
- „Hollywood Forever“ (2024)
- „Savior“ (2025)

## Hollywood Undead v ČR
| Místo vystoupení                | Datum vystouepní   | Předkapela      |
| ------------------------------- | ------------------ | --------------- |
| Praha, Lucerna - Velký sál      | 18. listopadu 2014 | Icon For Hire   |
| Hradec Králové, Rock for People | 5. června 2015     | -               |
| Praha, Forum Karlín             | 2. dubna 2016      | Atilla          |
| Praha, Forum Karlín             | 16. února 2018     | Astroid Boys    |
| Panenský Týnec, Aerodrom        | 30. června 2018    | -               |
| Praha, Tipsport aréna           | 18. dubna 2019     | John Wolfhooker |
| Hradec Králové, Rock for People | 9. června 2023     | -               |
| Praha, O2 universum             | 22. listopadu 2024 | Sleep Theory    |

## Zajímavosti
- 19. dubna 2022 skupina představila vlastní mobilní sociální aplikaci „Undead Army’’, která byla dostupná pro operační systémy iOS a Android.[52][53]